# Sven "Generalen" Ohlsson
Ej att förväxla med fotbollsspelaren Sven "Bleddy" Olsson, född 1889.
Sven Adam Albert "Generalen" Ohlsson (ibland stavat Olson), född 14 februari 1888 i Örebro, Sverige, död 27 december 1947 i Örebro, var en svensk landslagsspelare i fotboll som var uttagen i den svenska fotbollstruppen till OS i London 1908. Där spelade han i Sveriges första match i turneringen (1–12 mot Storbritannien) när laget efter två förluster hamnade utanför medaljplats.
Ohlsson, som under sin klubbkarriär tillhörde Mariebergs IK, spelade under året 1908 (det enda år han var uttagen till landslagsspel) sammanlagt 2 landskamper (0 mål).

## Meriter

### I landslag
Sverige
- Uttagen till OS: 1908 (spelade i en av två matcher)
- 2 landskamper, 0 mål

### I klubblag
Mariebergs IK

### Webbkällor
- Profil på SOK.se
- Lista på landskamper, svenskfotboll.se, läst 2013 02 20
- "Olympic Football Tournament London 1908", fifa.com, läst 2013 02 20